# Дамељ
Дамељ (словен. Damelj) је насељено место у општини Чрномељ, регија Југоисточна Словенија, Словенија.

## Географска локација
Дамељ је најјужније насеље у Словенији. Координате најјужније тачке Словеније су: 45° 25′ 18,34″ N 15° 10′ 56,06″ E / 45.41667° С; 15.16667° И.

## Историја
До територијалне реорганизације у Словенији био је у саставу старе општине Чрномељ.

## Становништво
У попису становништва из 2011. године, Дамељ је имао 32 становника.
| Број становника према пописима | Број становника према пописима | Број становника према пописима | Број становника према пописима | Број становника према пописима | Број становника према пописима | Број становника према пописима | Број становника према пописима | Број становника према пописима | Број становника према пописима | Број становника према пописима | Број становника према пописима | Број становника према пописима | Број становника према пописима |
| ------------------------------ | ------------------------------ | ------------------------------ | ------------------------------ | ------------------------------ | ------------------------------ | ------------------------------ | ------------------------------ | ------------------------------ | ------------------------------ | ------------------------------ | ------------------------------ | ------------------------------ | ------------------------------ |
| 1869                           | 1880                           | 1890                           | 1900                           | 1910                           | 1931                           | 1948                           | 1953                           | 1961                           | 1971                           | 1981                           | 1991                           | 2002                           | 2011                           |
| 208                            | 202                            | 196                            | 163                            | 157                            | 151                            | 137                            | 133                            | 111                            | 91                             | 64                             | 61                             | 27                             | 32                             |

Напомена: Године 2000. смањено је за део насеља који је проглашен за ново самостално насеље Кот при Дамљу.